# I dieci gladiatori
I dieci gladiatori (br Os Dez Gladiadores) é um filme italiano de 1963, dos gêneros épico e aventura, dirigido por Gianfranco Parolini.

## Trama
Épico à italiana. Roma vive sob a tirania do imperador Nero (Rizzo), um demente que subjuga o povo, apoiado pelo diabólico Tigelinus (Palmara). Um jovem patrício Glaucus Valerius (Browne), frequentador da corte, secretamente lidera um grupo de mascarados que se coloca em defesa dos oprimidos e pulveriza os planos do imperador. Dez gladiadores se unem à causa para desafiar o poder imperial, executando as mais incríveis façanhas. Originariamente em Supertotsidcope.
Teve duas sequências. Il trionfo dei dieci gladiatori e Gli invencibili dieci gladiatori, ambos dirigidos por Nick Nostro.

## Elenco
- Dan Vadis: Roccia
- Roger Browne: Glaucus Valerius
- Franca Parisi: Poppea
- Mimmo Palmara (Dick Palmer): Tigelinus
- Gianni Rizzo: Nero
- Uso Sasso: Resius
- Giuliano Ovo: Gladiador
- Milton Reid: Gladiador
- Ivano Staccioli: Gladiador
- Gianfranco Parolini: Livius Verus
- Salvatore Borghese: Milos (o mudo)